# Francisco Mas Magro
Francisco Mas y Magro (Crevillent, 1879 - Alacant, 1958) va ser un metge valencià conegut pels seus estudis en bacteriologia, anatomia patològica i, sobretot, pels seus treball dedicats a l'hematologia de la leucèmia humana, pels quals fou candidat al Premi Nobel de Medicina l'any 1953.
Llicenciat en Medicina per la Universitat San Carlos de Madrid, es va especialitzar en hematologia y etiologia de la leucèmia, sent reconegut mundialment i formant part de l'Academia Internacional de Hematología i Cap de la Sección de Hematología del Instituto de Medicina Experimental del Consell Superior d'Investigacions Científiques (CSIC), entre d'altres. Va publicar més de catorze llibres i sis-cents treballs de pròpia investigació en revistes nacionals i internacionals.
En 2010, el nou hospital construït a Elx es va anomenar Hospital del Vinalopó Doctor Mas Magro al seu honor.

## Biografia
Mas Magro va nàixer a la vila de Crevillent (Baix Vinalopó) el 8 de febrer de 1879, al bressol d'una família adinerada de la localitat. Va cursar estudis al Seminari Diocesà d'Oriola i va obtindre el títol de Batxillerat a l'Institut de Segona Ensenyança d'Alacant. Posteriorment, es va desplaçar a Madrid per estudiar medicina a la Universitat San Carlos, llicenciant-se en 1903.

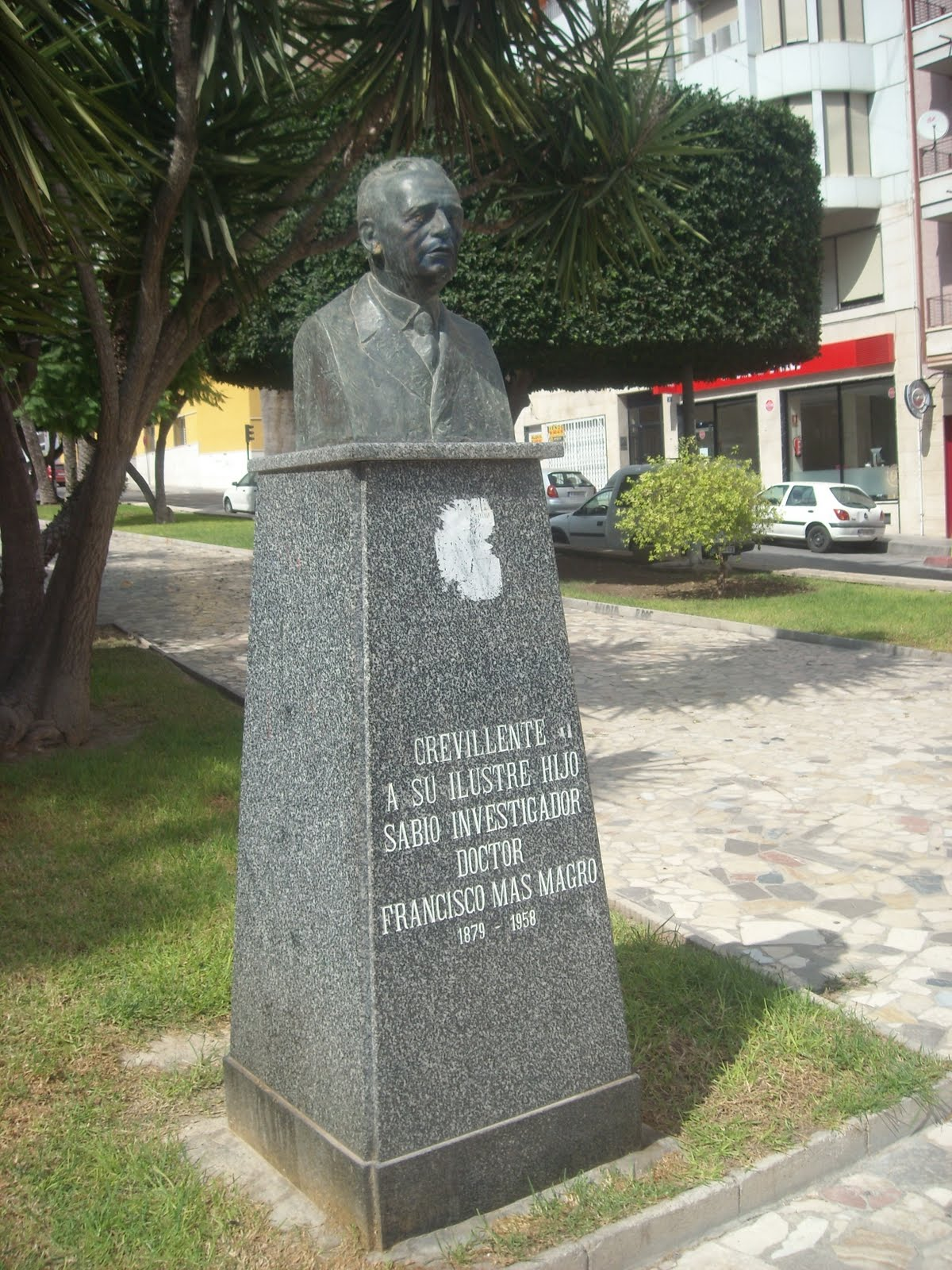
Bust sobre monolit de Mas Magro al Passeig de Fontenay de Crevillent.

De tornada a Crevillent, en 1906 va ser nomenat metge cirurgià de la vila, compaginant la feina mèdica amb la investigadora. En 1909 es doctora en Medicina. Durant aquests anys, els seus treballs d'investigació s'enfocaran cap a la bacteriologia i l'anatomia patològica, del que afirmarà Ramón y Cajal en 1910: "En Francisco Mas y Magro ve dedicant-se amb aptitud acreditada en la seua ja llarga pràctica de laboratori a treballs i estudis de Bacteriologia i Química."
En 1912 realitza una ponència a Barcelona titulada "La leucocitosis leucoblástica promielocítica", el seu primer treball aparegut sobre la leucèmia, tasca on s'especialitzarà i mai abandonarà d'estudiar durant la seua vida, donant-li fama mundial.
Després de la mort del seu pare en 1914, es desplaça amb la seua dona i el seu fill a Alacant, on instal·la una clínica d'hematologia a l'Esplanada i, posteriorment, la seua casa-clínica-laboratori a la plaça Calvo Sotelo.
Durant aquesta nova etapa, encara sense ajuda governamental, comença a ser reconegut mundialment per les institucions i els seus col·legues. Motivat per la professora Rhoda Erdmann, funda l'Institut de Citologia Experimental i Hematologia, sent el seu director.
En 1947 la Comissió per a la fundació de l'Acadèmia Internacional d'Hematologia designa per unanimitat a Mas Magro que pronuncie el discurs inaugural a Torí. A l'any següent, el CSIC crea a Alacant una secció d'hematologia, la primera institució depenent d'aquesta fora de Madrid, sent anomenat ell cap d'aquesta. En 1950, la Reial Acadèmia de Medicina li concedeix el Premi Courder, considerat com el Nobel Espanyol. En 1952 escriu la seua obra pòstuma, "Etiología, Hematología Clínica, Diagnóstico y Terapéutica de la Leucemia", un compendi de tots els seus estudis sobre la leucèmia.
En gener de 1953 és proposat per a Premi Nobel de Medicina, tal com escriu Bañuelos en una carta a Mas Magro: "Distingit i il·lustre company: em dirigeix a vostè com ponent que hi sóc per proposar-li candidats al Premi Nobel de Medicina de 1953. (...) Pegant una ullada sobre la nostra pàtria, considere que vostè pot ser-hi el candidat justificat perquè jo puga proposar un espanyol...". Finalment el premi fou concedit als alemanys Lipmann i Krebs.
En desembre de 1958, el CSIC suspèn l'ajuda econòmica a la secció d'Hematologia, restant pràcticament dissolta. El dia 26 d'aquest mateix mes, malalt de grip i amb una afecció renal, mor a sa casa d'Alacant.

## Treballs
Dels seus més de catorze llibres i més de sis-cents articles, alguns dels que més influència tingueren posteriorment van ser:
Meningitis cerebroespinal epidémica (1901), Meningitis Cerebro-espinal infantil (1908), La leucocitosis leucoblástica promielocítica (1912), La fisiología de los tejidos mieloides (1918), Tratado Iberoamericano de Medicina Interna (1919), Las células mesenquimatosas polimorfas (1927), La Hematología aplicada a la Clínica (1941), Hematología y Patología de la Sangre (1943), Anemia Perniciosa y Megaloblastosis (1944), La fórmula leucocitaria en las enfermedades infecciosas (1945 y 1950), Alergia celular (1945), Etiología, Hematología Clínica, Diagnóstico y Terapéutica de la Leucemia (1952)

## Museu Despatx del Doctor Mas Magro
A la planta baixa del Casal del Parc Nou de Crevillent, s'hi troba el "Despatx-laboratori del metge Mas Magro", un petit museu que mostra la seua vida i el seu despatx al moment en què treballava a la localitat.
Horaris
Dilluns: 8 a 15h. Dimarts: 16 a 18h. Dimecres i divendres: 8 a 15h.